# Émergence
Émergence è il primo album in studio della cantante canadese Natasha St-Pier, pubblicato nel 1996.

## Tracce
1. Sans le savoir
2. Il ne sait pas
3. Les Magiciens
4. Pourquoi tu m'aimes
5. J'aim cru trouver l'amour
6. Mou'tian
7. Le Parcours du cœur
8. Portés par la vague
9. Friends
10. Le Monde à refaire
11. Repose ton âme